# ФК Бањас Дорог
ФК Бањас Дорог (мађ. Kőbányai Barátság), је мађарски фудбалски клуб . Седиште клуба је у Дорогу, Мађарска. Боје клуба су црвана и црна.

## Историјат клуба
Клуб је основан 1914. године и своје утакмице игра На стадиону Јене Бузански

## Историјат имена
- 1914: Атлетски и фудбалски клуб Дорог − Dorogi Atlétikai és Futball Club
- 1922: Дорог АЦ − Dorogi Atlétikai Club (AC)
- 1949: Тарна Дорог − Dorogi Tárna
- 1950: Бањас СК Дорог − Dorogi Bányász SK
- 1955: Дорог АЦ − Dorogi Atlétikai Club (AC)
- 1957: Бањас СК Дорог − Dorogi Bányász Sport Club (SC)
- 1967: Дорог АЦ Dorogi Atlétikai Club (AC)
- 1983: Бањас СЦ Дорог − Dorogi Bányász Sport Club (SC)
- 1995: Дорог СЕ − Dorogi Sport Egyesület
- 1997: ФК Дорог − FC Dorog
- 1998: Фудбалски клуб Дорог − Dorogi Futball Club

## Достигнућа
- Прва лига Мађарске у фудбалу:
  - 12. место (1) :1945/46.
- Куп Мађарске у фудбалу:
  - финалиста (1) :1951/52.